# الملو تبريز
الملو تبريز هي قرية في مقاطعة بارس أباد، إيران. عدد سكان هذه القرية هو 229 في سنة 2006.